# Veliko Globoko
Veliko Globoko – wieś w Słowenii, w gminie Ivančna Gorica. W 2018 roku liczyła 88 mieszkańców.